# Юссель (округ)
Юссель (фр. Ussel) — округ (фр. Arrondissement) во Франции, один из округов департамента Коррез (округ Новая Аквитания). Супрефектура — Юссель.
Население округа на 1999 год составляло 34 429 человек. Площадь округа составляет 1766 км².